# 殷濟
殷濟（?—?）字楫臣，江苏省甘泉县（今江都市）人，清朝末年官员。

## 生平
殷濟是光绪辛卯科举人，后任内阁中书，京师大学堂的监学官。